# マルバハッカ

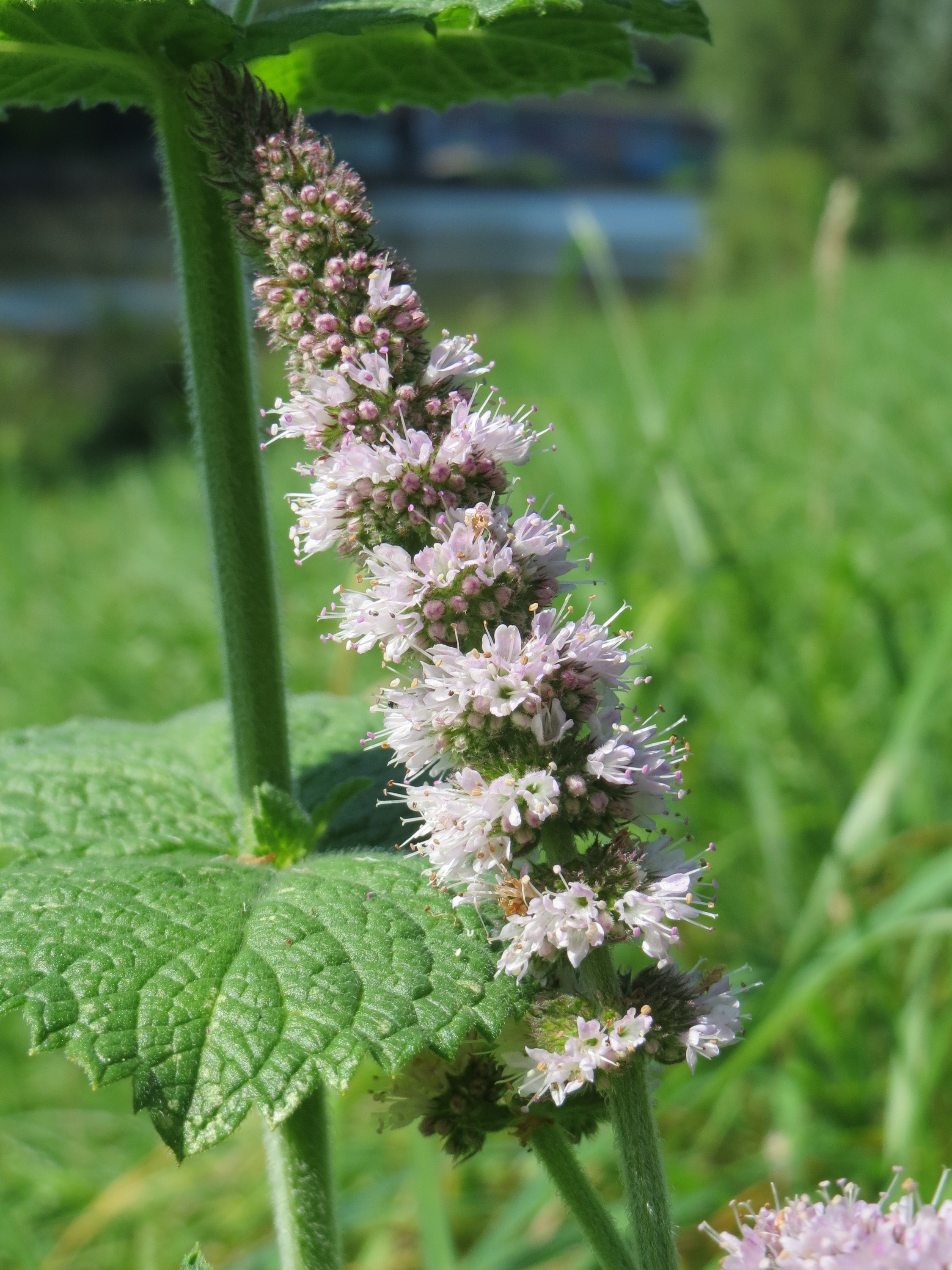
マルバハッカの花

マルバハッカ（学名 Mentha suaveolens、英語名 apple mint, pineapple mint, woolly mint, round-leafed mint） (シノニム M. rotundifolia, Mentha macrostachya, Mentha insularis) は、東西ヨーロッパから地中海地域西部に分布するシソ科ハッカ属の多年草である。本種は芳香があり、料理用ハーブあるいはグラウンドカバーとしてもっとも普通に用いられる宿根草である。

## 特徴
マルバハッカの茎は直立し高さ30-80 cm 程度まで成長し、茎は四稜型。走出枝によってクローンの集団を形成する。葉は明緑色で対生、狭卵型からやや卵型、無柄 長さ 3-5 cm、幅 2-4 cm、上方ではところどころ毛深く、鋸葉を持ち綿毛に覆われる。花序は穂状で長さ 4-9 cm、白や薄紅色の花を多数輪生状に構成する。夏期は盛夏から晩夏。マルバハッカはフルーティなハッカの芳香を持つ。

## 分布
マルバハッカは南および西ヨーロッパ原産であり、ヨーロッパ中部および北部に帰化している。日本やニュージーランドにも帰化している。

## 栽培と利用

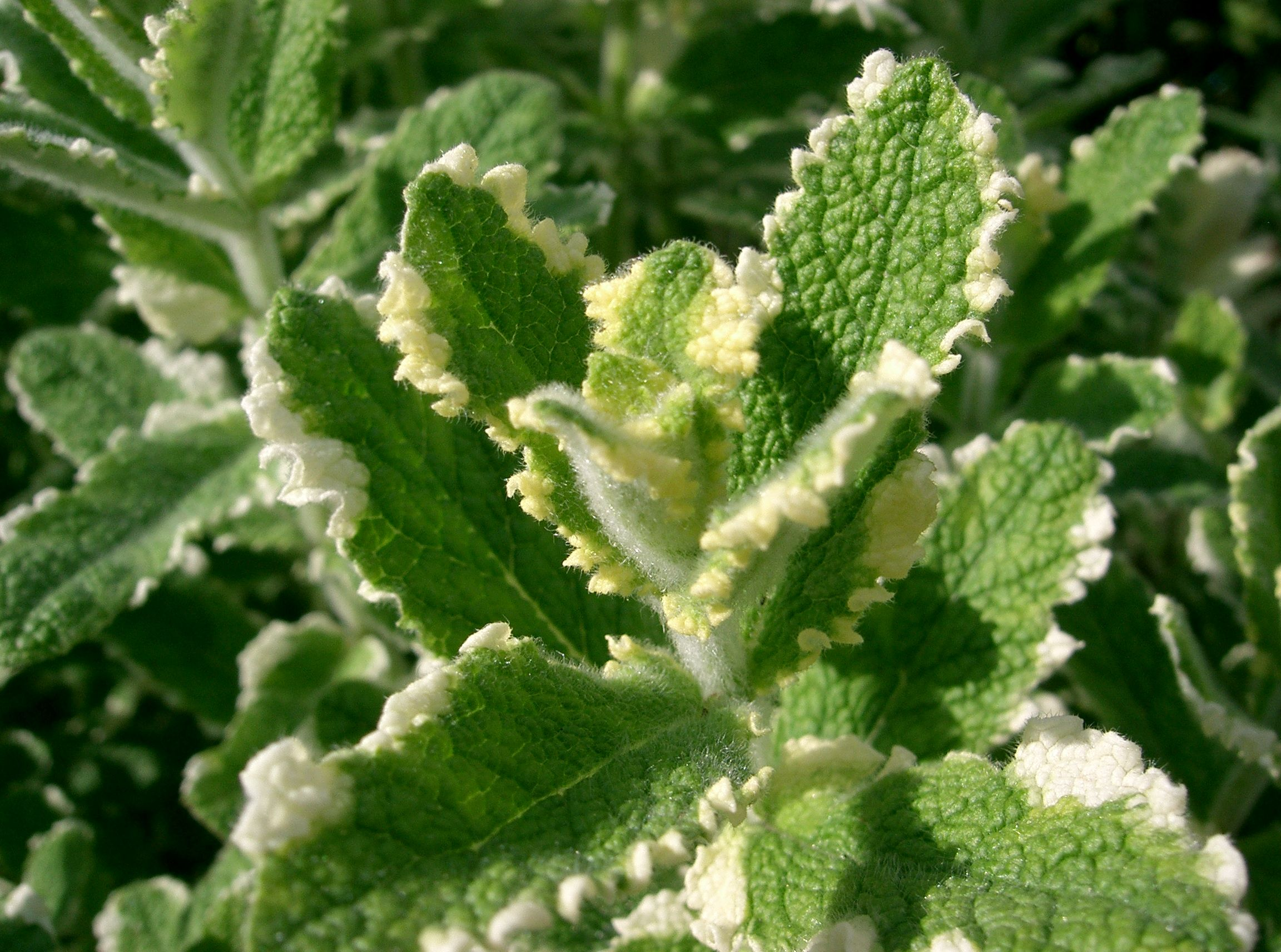
葉に白い斑が入った、アップルミントの変種パイナップルミント

マルバハッカはしばしば園芸植物としても扱われる。マルバハッカは直射日光下または明るい日陰を好み、丈夫で容易に繁殖する。 この植物の葉は、「アップルミント」として、クスクスのような料理における香り付けや、アップルミントゼリーを作るためにも使われる。また、しばしばミントティーやサラダや付け合せにも用いられる。
マルバハッカは侵略的な植物であるため、開放系で栽培するときは不断の注意が必要である
マルバハッカの栽培変種であるパイナップルミント(Mentha suaveolens 'Variegata')は葉が白い斑入りであり、グレープフルーツミント(Mentha suaveolens x piperata)から派生した交雑種である。
マルバハッカは、スペインや大部分の南アメリカ諸国でhierbabuenaと呼ばれる。これは「良いハーブ」という意味である。マルバハッカはアメリカ、アジア、ヨーロッパ、アフリカを含む世界の多くの地域で千年に渡って薬草として用いられてきた。